# Rodrigo Pimpão
Rodrigo Pimpão (sinh ngày 23 tháng 10 năm 1987) là một cầu thủ bóng đá người Brasil.

## Sự nghiệp câu lạc bộ
Rodrigo Pimpão đã từng chơi cho Cerezo Osaka và Omiya Ardija.

## Thống kê câu lạc bộ

### J.League
| Đội          | Năm       | J.League | J.League | J.League Cup | J.League Cup | Tổng cộng | Tổng cộng |
| Đội          | Năm       | Trận     | Bàn      | Trận         | Bàn          | Trận      | Bàn       |
| ------------ | --------- | -------- | -------- | ------------ | ------------ | --------- | --------- |
| Cerezo Osaka | 2011      | 14       | 4        | 0            | 0            | 14        | 4         |
| Omiya Ardija | 2011      | 9        | 1        | 2            | 0            | 11        | 1         |
| Tổng cộng    | Tổng cộng | 23       | 5        | 2            | 0            | 25        | 5         |